# Inked in Blood
Inked in Blood ist das neunte Studioalbum der amerikanischen Death-Metal-Band Obituary. Die Aufnahmen des Albums finanzierte die Gruppe über eine Crowdfunding-Kampagne auf Kickstarter. Es erschien Ende Oktober 2014 bei Relapse Records.

## Entstehung
Das Schreiben der Stücke zog sich über einen Zeitraum von vier bis fünf Jahren hin. Im Herbst 2013 initiierte die Band eine Kampagne auf Kickstarter, bei der sie insgesamt rund 45.000 US-Dollar für die Aufnahme eines neuen Studioalbums sammeln konnte. Die Musiker schränkten ihre Live-Aktivitäten ein und begannen in ihrem Heimstudio Redneck Studios in Gibsonton, aus den über die Jahre entstandenen Demoaufnahmen fertige Lieder zu produzieren. Für das Mastering nahmen sie die Hilfe von Mark Prator in Anspruch, insbesondere um den Gesang abzumischen. Die Studioaufnahmen des Albums fanden im April 2014 ebenfalls in den Redneck Studios statt. Anfang Juni 2014 gab Relapse Records bekannt, dass das Label das neue Studioalbum veröffentlichen wird. Die Veröffentlichung erfolgte am 24. Oktober 2014 in Deutschland, den BeNeLux-Staaten und in Finnland, am 27. Oktober 2014 weltweit ohne Nordamerika und am 28. Oktober 2014 in Nordamerika.
Das Albumcover zeigt einen blutverschmierten Torso mit eingeritztem Bandschriftzug und wurde von Andreas Marschall gezeichnet.

## Rezeption
Die Kritiken zum Album fielen überwiegend positiv aus. Robin Geiß von laut.de schreibt, dass Inked in Blood nichts Neues biete, was aber von Obituary auch nicht erwartet werde. Sein Resümee lautet, dass die Band „richtig gutes Material [abliefert], auf dem sich keinerlei Abnutzungserscheinungen breit machen“. Das Rock Hard zählte das Album in der Ausgabe November 2014 zu den zehn besten Veröffentlichungen des Monats, es biete zwar keine Überraschungen aber „gewohnt solide Qualität“ und es gebe „geile Riffs […] en masse zu entdecken“. Der Metal Hammer lobt den präzisen und nicht überproduziert wirkenden Klang des Albums und den „herrlich walzenden Groove“.
In der ersten Woche nach Veröffentlichung verkaufte sich das Album allein in den USA rund 5.200 mal und stieg in die Billboard 200 auf Platz 75 ein. In die deutschen Albumcharts stieg Inked in Blood auf Platz 56, in die Schweizer Albumcharts auf Platz 65 ein.

## Titelliste
1. Centuries of Lies – 2:08
2. Violent by Nature – 4:33
3. Pain Inside – 4:36
4. Visions in my Head – 4:14
5. Back on Top – 4:30
6. Violence – 2:06
7. Inked in Blood – 4:13
8. Deny You – 4:49
9. Within a Dying Breed – 5:36
10. Minds of the World – 3:24
11. Out of Blood – 3:19
12. Paralyzed With Fear – 5:38
13. Intoxicated (Bonus) – 4:54
14. Bloodsoaked (Bonus) – 3:19

## Belege
1. 1 2  Wolfgang Liu Kuhn: Obituary: Blut ist gut. In: Rock Hard. Nr. 330, November 2014, S. 38 f.
2. ↑  Jan Jaedike: Obituary: Je oller, je Dollar. In: Rock Hard. Nr. 327, August 2014, S. 10.
3. ↑  Obituary and Relapse Records Join Forces; Band Finalizing New Album. Relapse Records, 5. Juni 2014, archiviert vom Original (nicht mehr online verfügbar) am 24. September 2015; abgerufen am 11. November 2014 (englisch).  Info: Der Archivlink wurde automatisch eingesetzt und noch nicht geprüft. Bitte prüfe Original- und Archivlink gemäß Anleitung und entferne dann diesen Hinweis.
4. ↑  Quellen Chartplatzierungen: DE / CH / US
5. ↑  Robin Geiß: Solide Death Metal-Kost ohne große Experimente. In: laut.de. Abgerufen am 11. November 2014.
6. ↑  Patrick Schmidt: Obituary – Inked in Blood. In: Rock Hard. Abgerufen am 11. November 2014.
7. ↑  Thomas Strater: Obituary – Inked in Blood. In: Metal Hammer. Abgerufen am 11. November 2014.
8. ↑  OBITUARY's 'Inked In Blood' Cracks U.S. Top 100. In: blabbermouth.net. 5. November 2014, abgerufen am 11. November 2014 (englisch).